# سیگفرید لوندبری
سیگفرید لوندبری (انگلیسی: Sigfrid Lundberg; ۱۵ فوریهٔ ۱۸۹۵ – ۱۹ مهٔ ۱۹۷۹) دوچرخه‌سوار اهل سوئد بود.
وی در مسابقات کشوری و بین‌المللی در مجموع برندهٔ ۱ مدال نقره شده‌است.